# 沧源佤族自治县民族中学
沧源佤族自治县民族中学简称沧源民族中学（佤语：Qang Yuan Min Jux Jong Sioux）或沧源民中，是云南省临沧市沧源佤族自治县唯一的一所完全中学，2021年被评定为云南省一级三等完全中学，位于勐董镇。现有校园面积220余亩，校舍面积26,503平方米。学校共有教职工207人， 50个教学班，其中高中38个班，初中12个班，在校学生2,720人，佤族学生占78%。

## 历史
1958年7月12日，创办沧源中学，最初与勐董小学共用校园（后勐董小学迁出）。1961年，第一届初中毕业生共15人毕业。1966至1969年响应文化大革命运动，学校暂停招生，保持5个教学班。1971年8月，学校开始招收高中班。1981年8月，沧源中学改为省立民族中学。1985年由于实行“9年一贯制”教学，民族中学改名城区学校。2000年被评定为云南省二级一等完全中学，2021年被评定为云南省一级三等完全中学。
2002年，沧源佤族自治县民族中学地理室编辑出版了《沧源地理》一书（ISBN 7-5416-1753-9）。
2010年5月1日，富滇银行出资110万元，在校内建成“富滇科技楼”，包括学生生物实验室、物理实验室、化学实验室和电话教育室。

## 助学金
沧源佤族自治县民族中学部分学生能够享受国家助学金，助学金分发给一等资助学生和二等资助学生两个等次，2014年前者每人每年可获得2,000元国家助学金，后者为1,000元。

## 资料来源
1. ↑  . www.lamtc.com.cn. 毛坦厂中学. 2016-09-23  [2017-12-08].[永久]
2. ↑  . cymz.30edu.com.cn. 沧源佤族自治县民族中学. 2008-10-14  [2017-12-09].[]
3. ↑  沧源佤族自治县地方志编撰委员会. . 昆明: 云南民族出版社. 1998年12月: 713. ISBN 7-5367-1498-X.
4. ↑  沧源民族中学. . 微信公众平台. 2023-07-05  [2023-08-31]. （原始内容存档于2023-08-31）.
5. ↑  . www.fudian-bank.com. 富滇银行. 2010-06-09  [2017-12-08].[]
6. ↑  . 临沧市政府公众信息网. 临沧市人民政府办公室. 2014-03-26  [2017-12-08].[永久]

23°09′32″N 99°15′11″E / 23.15889°N 99.25306°E